# Afir

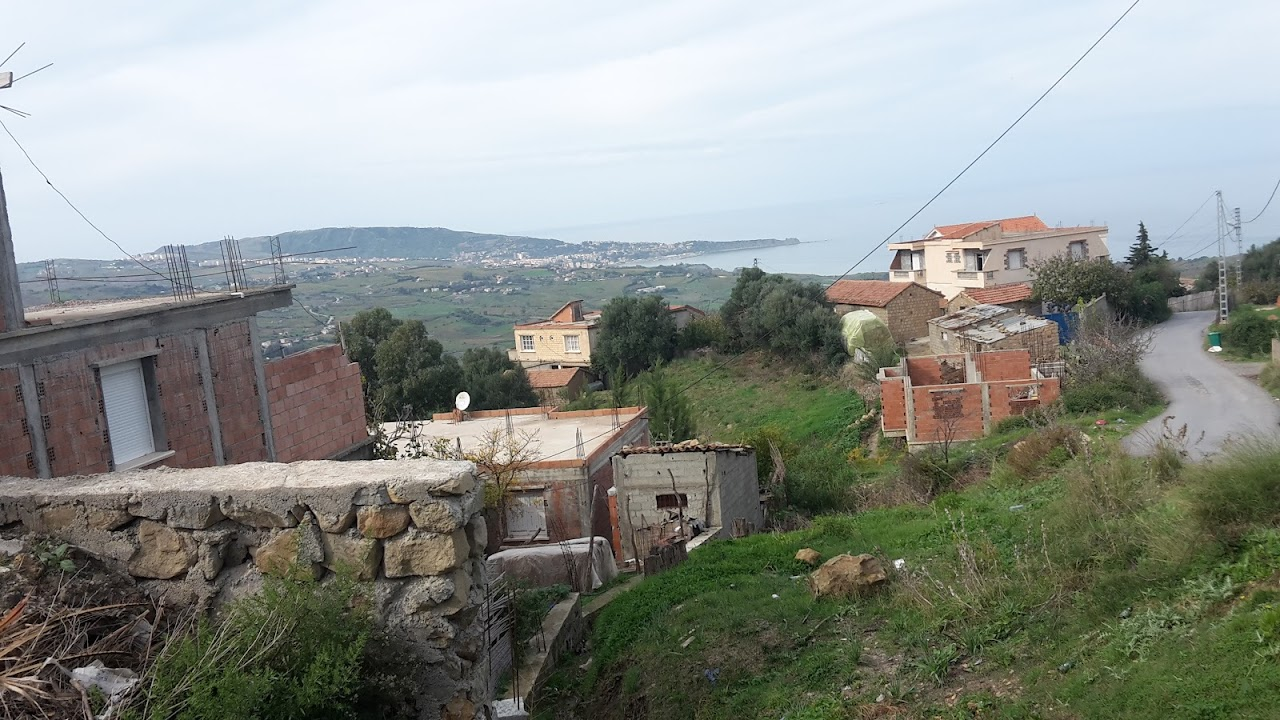
VILLAGE AFIR VUE SUR DELLYS

Afir (أعفير en arabe, Aɛfir en kabyle, en tifinagh ⴰⵄⴼⵉⵔ) est une commune de la wilaya de Boumerdès, dans la daïra de Dellys, en Algérie.

## Géographie
Afir est une commune de la daïra de Dellys, située à 120 km à l'est d'Alger. Frontalière de la wilaya de Tizi-ouzou, à mi-chemin entre Dellys et Tigzirt. Elle compte une quinzaine de villages entre autres Amadhi au sud, Zaouïa, , Vedah dhah au nord et Thissira, Abada à l’est.
| Mer Méditerranée, Dellys | Mer Méditerranée                             | Mer Méditerranée, Mizrana (Wilaya de Tizi Ouzou) |
| Dellys, Baghlia, Taourga | Afir                                         | Mizrana (Wilaya de Tizi Ouzou)                   |
| Taourga                  | Taourga, Sidi Naâmane (Wilaya de Tizi Ouzou) | Makouda (Wilaya de Tizi Ouzou)                   |

La commune est célèbre par sa vigne, l’une des meilleures en Afrique du Nord, elle est connue aussi pour ses plages paradisiaques et sauvages, lehssar, thimezoueghth et les salines..

## Routes
La commune d'Afir est desservie par plusieurs routes nationales:
- Route nationale 24: RN24 (Route de Béjaïa).
- Route nationale 71: RN71 (Route de Aïn El Hammam).